# В поисках Адама
«В поисках Адама» (англ. Adam the First) — американский художественный драматический фильм Ирвинга Франко. Вышел на экраны в ограниченном кинопрокате в США в феврале 2024.

## Сюжет
В детстве отец Джеймс (Дэвид Духовны) рассказывает Адаму (Оакс Фигли) что он не его родной отец. И мать Мэри (Ким Джексон Вилер) тоже не его родная мать. Младенец был найден в лесу без одежды и какой-либо записки, при нём был только компас. Будучи подростком Адам не ходит в школу, живёт в трейлере с приёмными родителями и охотится в окрестных лесах. В одну из таких вылазок он встретил в лесу человека, которого прогнал, наставив на того ружье. Тем же вечером к трейлеру семьи нагрянула полиция. Родители Адама вступили в перестрелку с копами, из-за чего и погибли, передав подростку записку с именами трёх возможных отцов. Адам отправляется на поиски.

## Производство
Главной звездой картины был объявлен Дэвид Духовны, который, однако, появляется в кадре только первые 15 минут. Съемки картины проходили в окрестностях Миссисипи. «В поисках Адама» это вторая картина режиссёра Ирвинга Франко, он снял её по собственному сценарию и сам же выступил одним из двух композиторов.

## В ролях
| Актёр               | Роль                |
| ------------------- | ------------------- |
| Оакс Фигли          | Адам                |
| Духовны, Дэвид      | Джеймс              |
| Ким Джексон Вилер   | Мэри                |
| Теодор Реймонд Найт | Джейкоб младший     |
| Ларри Пайн          | Джейкоб 3           |
| Билли Слаутер       | Охотник за наградой |

## Рецензии
Критики отмечают вторичность идеи поиска родителей и персонажа, выросшего в абсолютной глуши. Но в то же время говорят, что эта картина не о поисках, в об осмыслении. Кроме того, зрителю многое предлагается осмыслить и открыть самостоятельно. Критики издания «Коммерсантъ» отмечают, что фильм уходит в плоскость «лютой мелодрамы», что отражается даже в музыке, она слишком минорна.
На сайте Rotten Tomatoes все 9 рецензий профессиональных критиков — положительные.